# Sølvoxid
Sølv(I)oxid er en kemisk forbindelse med molekylformelen Ag2O. Det er et fint sort eller mørkebrunt pulver, der bliver brugt til at fremstille andre sølvbaserede kemikalier.

## Fremstilling
Sølvoxid kan bliver fremstillet ved at blandet vandige opløsninger af sølvnitrat og alkalihydroxider som natrium- eller kaliumhydroxid. Denne reaktion giver ikke nævneværdige mængder sølvhydroxid på grund af den gunstige energetik for følgende reaktion:
2 AgOH → Ag2O + H2O (pK = 2.875)

## Struktur og egenskaber
Ag2O er en isostrukur af Cu2O. Man kan derfor forvente at Ag2O i er uopløselig i alle solventer, bortset fra reaktion. Det er lidt opløseligt i vand som følge af dannelsen af ionen Ag(OH)2– og muligvis relaterede hydrolyseprodukt. Det bliver opløst i ammoniakopløsninger og giver opløselige derivater.
En opslæmning af Ag2O bliver let angrebet af syrer:
Ag2O + 2 HX → 2 AgX + H2O
hvor HX = HF, HCl, HBr eller HI, HO2CCF3. Det vil reagere med opløsninger af alkalichlorider som udfældes som sølvchlorid, og giver den korresponderende alkalihydroxid i opløsningen.
Som mange sølvforbindelser er sølvoxid fotosensitiv. Det dekomponerer ved temperaturer over 280 °C.

## Anvendelse
Oxidet bliver brugt i visse sølvoxid-batterier, ligeså er peroxidet, Ag4O4. I organisk kemi bliver sølvoxid brugt som et mildt oxidationsmiddel. Eksempelvis oxiderer det aldehyder til den korresponderende carboxylsyre. Disse reaktion virker bedst når sølvoxid bliver dannet in situ fra sølvnitrat og alkalyhydroxid.